# L'Arche (éditeur)
Pour les articles homonymes, voir L'Arche.
L'Arche est une maison d'édition française créée en 1949 par Robert Voisin.

## Présentation

### Sous la direction de Robert Voisin
Les domaines de publication de L'Arche sont d'abord la psychanalyse, la philosophie et l'esthétique : sont entre autres publiés Jean Wahl, André Gide, René Leibowitz, Louisa Düss et Wilhelm Reich. En 1953, la maison se tourne résolument vers le théâtre et fonde la revue bimestrielle Théâtre populaire, qui devait dans un premier temps apporter l'appui de ses analyses au profond mouvement de rénovation du répertoire dramatique alors à l'œuvre en France sous l'égide du théâtre national populaire de Jean Vilar.
D'autres collections y sont également consacrées : « Répertoire du Théâtre national populaire », dont chaque volume reproduit le texte intégral de la pièce et un choix de photos du spectacle lui-même, « Les Grands Dramaturges », « Le Théâtre et les jours », consacrée aux metteurs en scène, décorateurs, techniciens et comédiens, « Répertoire pour un théâtre populaire », collection bon marché qui regroupe les grandes œuvres dramatiques de tous les pays et de tous les temps.
Mais c'est surtout grâce à la publication française des œuvres de Bertolt Brecht, conclue avec celui-ci dès 1954, que L'Arche marque le paysage théâtral français de l'après-guerre.

### Sous la direction de Rudolf Rach
Dirigée à partir de 1986 par Rudolf Rach, la maison se tourne vers le théâtre contemporain et le théâtre jeunesse. Elle renoue également avec ses penchants pour la philosophie en créant une collection d'essais, « Tête-à-tête », dirigée par Sylvain Fort,.
S'ouvre, en 2002, la collection « Jeunesse », avec notamment les textes de Fabrice Melquiot.
En 2010, le catalogue compte environ 700 titres.

#### Distinction
En 2010, la maison d'édition reçoit le prix de l'Académie de Berlin.

### Sous la direction de Claire Stavaux
En 2017, la maison est rachetée à 100 % par la normalienne Claire Stavaux, qui a commencé à y travailler en tant que stagiaire et y était déjà éditrice depuis 2015 avant d'en assurer la direction. La nouvelle directrice donne alors au catalogue une nouvelle ligne éditoriale :

« Décloisonner. Déterritorialiser. Décoloniser. Déposséder des héritages, justement, qu’on charrie comme des fatalités. […] Faire entendre des voix occultées, souvent par ignorance mais parfois aussi par volonté. »

#### Décolonisons les arts!
La maison publie l'ouvrage collectif Décolonisons les arts ! à la rentrée littéraire 2018 en partenariat avec l'association Décoloniser les arts. Dirigé par Leïla Cuckierman, Gerty Dambury et Françoise Vergès, le livre rassemble textes et témoignages d'artistes de la scène se reconnaissant comme « racisés », c'est-à-dire touchés par un racisme « institutionnalisé » et « systémique » ancré dans les milieux des arts et de la culture en France. L'ouvrage est lancé le 26 septembre. La presse salue ce « plaidoyer anti-raciste et anti-discriminatoire » et le félicite pour sa difficile critique de l'universalisme français et pour ses propositions concrètes en vue d'une meilleure représentation de la population dans les arts.

## Auteurs publiés
- Alexandra Badea
- Pina Bausch
- Thomas Bernhard
- Edward Bond
- Bertolt Brecht
- Martin Crimp
- Jan Fabre
- Jon Fosse
- Federico Garcia Lorca
- Ulrich Hub
- Elfriede Jelinek
- René Kalisky
- Sarah Kane
- René Le Forestier
- Fabrice Melquiot
- Léonora Miano
- Thomas Ostermeier
- Ewald Palmetshofer
- Christophe Pellet
- Ivana Sajko
- August Strindberg
- Anton Tchekhov
- Kate Tempest
- Ivan Tourgueniev